# ブラックアウト (黒井嵐輔)
『ブラックアウト』（βl@ck★OUT）は、黒井嵐輔による小説。作中のMMORPGゲームの名称でもある。略称はBO。
初出はモバゲー（旧モバゲータウン）。前作『サバンナゲーム』に続く2作目として執筆活動を開始。2012年9月に書籍版として『ブラックアウト』を双葉社より発行。2013年3月には続編となる『ブラックアウト 希望』を発行している。

## 書誌情報
- 黒井嵐輔 『ブラックアウト』 双葉社
  - 2012年8月31日発売[1]、ISBN 978-4-575-23782-5
- 黒井嵐輔 『ブラックアウト 希望』 双葉社
  - 2013年3月22日発売[2]、ISBN 978-4-575-23816-7
- 黒井嵐輔 『ブラックアウト』 双葉社〈双葉文庫〉
  - 2013年9月12日発売[3]、ISBN 978-4-575-51615-9